# Jacqueline Daix
Jacqueline Daix, née Juliette Jacqueline Joséphine Michau le 20 août 1914 à Aix-les-Bains, morte le 8 décembre 1982 au sein de l'Hôpital Saint Michel dans le 15e arrondissement de Paris, est une actrice française.

## Filmographie
- 1932 : Le Masque qui tombe de Mario Bonnard
- 1933 : Les Aventures du roi Pausole d'Alexis Granowski
- 1934 : Un jour viendra de Gerhardt Lamprecht et Serge Veber
- 1934 : Le Père Lampion de Christian-Jaque
- 1934 : L'Homme à l'oreille cassée de Robert Boudrioz
- 1935 : Le Chant de l'amour de Gaston Roudès
- 1935 : Marchand d'amour de Edmond T. Gréville
- 1936 : Les Deux Gamines de René Hervil et Maurice Champreux
- 1936 : La Tendre Ennemie de Max Ophüls
- 1937 : La Pocharde de Jean Kemm et Jean-Louis Bouquet
- 1937 : Boulot aviateur de Maurice de Canonge